# Chaetodon sedentarius
Chaetodon sedentarius là một loài cá biển thuộc chi Cá bướm (phân chi Exornator) trong họ Cá bướm. Loài này được mô tả lần đầu tiên vào năm 1860.

## Từ nguyên
Tính từ định danh sedentarius trong tiếng Latinh mang nghĩa là "ít vận động; ở yên một chỗ", hàm ý không rõ. Loài cá này trước đây được xác định nhầm là Chaetodon vagabundus bởi Guichenot (1853), một loài ở khu vực Ấn Độ Dương - Thái Bình Dương. Có lẽ cái tên sedentarius dùng để phân biệt với vagabundus, mang nghĩa trái ngược nhau (vagabundus trong tiếng Latinh có nghĩa là "lang thang").

## Phạm vi phân bố và môi trường sống
Từ bang North Carolina (Hoa Kỳ) dọc theo bờ vịnh México, C. sedentarius được phân bố trải dài về phía nam, băng qua khu vực biển Caribe (gồm cả Bermuda) đến bang São Paulo (Brasil).
C. sedentarius được xác nhận là đã mở rộng phạm vi về phía đông Đại Tây Dương đến quần đảo Açores, một vùng tự trị của Bồ Đào Nha, còn ghi nhận của C. sedentarius tại Madeira (vùng tự trị còn lại của Bồ Đào Nha) cần thêm sự xác minh.
C. sedentarius sinh sống tập trung trên các rạn viền bờ, được tìm thấy ở độ sâu khoảng 5–92 m, nhưng phổ biến hơn trong khoảng 15–40 m.

## Mô tả
C. sedentarius có chiều dài cơ thể lớn nhất được ghi nhận là 15 cm. Loài này có màu trắng, phớt vàng hoặc nâu nhạt ở thân trên. Có các sọc dọc (rất mờ) ở hai bên thân, tạo bởi màu vàng nâu của vảy cá. Từ đỉnh đầu có một dải đen băng dọc qua mắt, mờ dần từ dưới mắt xuống ngực. Từ phần vây lưng mềm, có một dải đen băng qua cuống đuôi xuống đến vây hậu môn (thường chỉ là một vệt mờ ở đoạn sọc trên vây lưng). Rìa của phần gai vây lưng có màu vàng. Vây lưng và vây hậu môn có viền trắng. Phần còn lại của vây lưng là màu vàng. Vây đuôi màu vàng, trắng ở gốc. Vây bụng màu trắng. Vây ngực trong suốt. Cá con có một đốm đen ở cuối vây lưng.
Số gai ở vây lưng: 13–14; Số tia vây ở vây lưng: 20–22; Số gai ở vây hậu môn: 3; Số tia vây ở vây hậu môn: 17–19; Số tia vây ở vây ngực: 14; Số gai ở vây bụng: 1; Số tia vây ở vây bụng: 5; Số vảy đường bên: 36–44.

## Sinh thái học
Thức ăn của C. sedentarius là các loài thủy sinh không xương sống như giun nhiều tơ và các loài giáp xác; bên cạnh đó, chúng còn ăn trứng của cá thia Abudefduf saxatilis.
C. sedentarius thường kết đôi với nhau vào thời điểm sinh sản, có khi hợp thành những nhóm nhỏ.

## Thương mại
C. sedentarius là một loài phổ biến trong ngành kinh doanh cá cảnh.